# Gao Lei
Gao Lei (chinesisch 高磊; * 3. Januar 1992 in Shanghai) ist ein chinesischer Trampolinturner.
Seinen ersten internationalen Erfolg feierte er bei der Weltmeisterschaft 2013 in Sofia, als er mit der Mannschaft Weltmeister wurde. 2015 gewann er die Weltmeisterschaft in Odense in der Einzeldisziplin, mit der Mannschaft reichte es dieses Mal für Silber.
Bei den Olympischen Spielen 2016 in Rio de Janeiro qualifizierte er sich als Punktbester für das Finale. Hinter Uladsislau Hantscharou und Dong Dong belegte er in diesem den Bronzerang. 2017 verteidigte er bei der Weltmeisterschaft seinen Titel im Einzel und wurde auch mit der Mannschaft Weltmeister.